# Cylindromyia evibrissata
Cylindromyia evibrissata là một loài ruồi trong họ Tachinidae.